# Музеј Бенаки
Музеј Бенаки (енгл. Benaki Museum) јесте музејска институција коју је 1930. године основао Антонис Бенакис у знак сећања на свог оца Емануела Бенакиса, смештен је у вили породице Бенакис у центру Атине, у Грчкој. У музеју се налазе грчка уметничка дела од праисторије до модерног доба, обимна колекција азијске уметности, домаћин је периодичних изложби и одржава радионицу за рестаурацију и конзервацију. Иако је у музеју у почетку била смештена колекција која је укључивала исламску уметност, кинески порцелан и експонате на играчкама, његово поновно отварање 2000. године довело је до стварања сателитских музеја који су се фокусирали на одређене колекције, омогућавајући главном музеју да се фокусира на грчку културу током читавог периода историје земље.

## Атински кампус
Примарни музеј налази се у Бенакисовој кући, насупрот Националне баште на авенији краљице Софиас. Основао га је Антонис Бенакис, чија је породица живела у Александрији, у Египту.
Бенакисови су 1931. године поклонили породичну кућу у Атини и њихову колекцију од више од 37.000 исламских и византијских предмета. Више од 9000 артефаката додато је 1970-их, што је подстакло донације из других извора. Бенакис је остао активан у музеју до своје смрти 1954. године.
Под вођством директора Ангелоса Деливориаса, музеј је добио више од 60.000 предмета, књига и докумената, од којих су неки купљени, а други донирани. Деливориас се одлучује да се усредсреди на излагање поклоњених предмета како би подстакао учешће јавности и ојачао везе заједнице са музејом. Музеј се, такође, фокусира на чињеницу да грчка историја не почиње и не завршава се одређеним догађајима, већ постоји дуж континуума који траје и данас.
Делови музејских колекција путовали су широм света, укључујући Канаду 2008. године, Сједињене Државе 1959. године у партнерству са Смитсоновским институтом, а 2005. древна грчка шоља за пиће од чврстог злата први пут је напустила Грчку и приказана је у Сиднеју и мелбурнском имиграционом музеју у Мелбурну, Аустралија.

### Поновно отварање 2000.
Године 2000. музеј Бенаки поново је отворен након обнове и рестаурације зграде, која је оштећена у земљотресу, у вредности од 20 милиона долара. Обнова му је омогућила да постане једини музеј у Грчкој који посетиоце упознаје са свим вековима грчке културе и историје. Такође је јединствен по томе што се не фокусира на национализам, већ препознаје и слави стране утицаје на грчку културу.
Иако је директор музеја Ангелос Деливориас 1973. године дошао на идеју да преусмери музеј и његове експонате, прошло је више од 25 година пре него што је успео да ово учини новом стварношћу. Ова стварност подразумевала је премештање музејских колекција исламске уметности и кинеског порцелана са сликањем на друга места како би се главни музеј у Атини фокусирао искључиво на Грчку.

## Сателитски музеји
Током година музеј су додатно обдарили разни донатори, а сада укључује и приморски дворац Коулоура у Палајо Фалироу, у коме се налазе музеј играчака, музеј исламске уметности Бенаки у округу Керамикос, галерија Никос Хадикириакос у центру Атине, музеј Бенаки, улица Пиреос и кућа Пенелопе Делта у Кифисији, у којој се налази збирка историјског архива.

### Музеј исламске уметности Бенаки
Као део поновног фокусирања музеја на грчку културу, његова исламска колекција пребачена је 2004. године, за време Летњих олимпијских игара у Атини. Нови музеј, такође, има нове галерије за привремене путујуће поставке.
Исламске уметничке збирке музеја Бенаки смештене су у комплекс неокласичних зграда смештених у историјском центру Атине, у округу Керамикос. Главна археолошка налазишта која се налазе на истом подручју укључују тло древне Агоре (тренутно је у фази развоја), дорски храм Хефеста („Тезео“) и музеј древне некрополе Керамикос (гробље). Овај комплекс зграда на углу улица Агион Асоматон и Дипилоу музеју је поклонио покојни Ламброс Ефтакиас, који је у позним годинама био почасни председник музејског одбора старатеља.
Музеј је отворен 27. јула 2004. године и заузима више од 1000 квадратних метара преуређеног простора у коме су изложени: керамика, грнчарија, металне конструкције, злато, резбарство, стаклени производи и текстил, резбарија на костима, уписане погребне стеле, оружје и оклоп. Збирка музеја наводно се сврстава међу најважнија широм света и укључује ремек-дела из Индије, Ирана, Месопотамије, Блиског истока, арабијског полуострва, Египта, северне Африке, Сицилије, Шпаније и Анадолије. Обухватајући исламску уметност од 7. до 19. века, има богату колекцију османске уметности са врхунца царства у 16. веку.

## Галерија
- Свети Спиридон и сцене из његовог живота, Теодорос Поулакис.
- Архангел Михаил, Теодорос Поулакис.
- Поклонство Магова.
- Обожавање магова, Ел Греко.
- Пиета, Ел Греко, 1566.
- Свети Марко, 1657.
- Четири војна светитеља, Мајкл Дамаскин.
- Грчки свештеник, Николаос Кантоунис.
- Свети бенд у Драгхасанију, Петер фон Хес.
- Гркиња, Хенри Вилијам Пикерсгил, 1829.
- Дионисиос Соломос, непознати уметник.
- Смрт Маркоса Ботсариса, Филипо Марсиљи.
- Старац у црвеној феси.
- Митра из 1715.

## Даље читање
- Sabetai, Victoria. (2006) Corpus Vasorum Antiquorum. Greece, Athens, Benaki Museum. Athens: Research Centre for Antiquity of the Academy of Athens.  9789604041015